# Pranas Mažeika
Pranas Mažeika, detto Frank (Beloreck, 15 agosto 1917 – Modesto, 13 aprile 2007), è stato un cestista lituano.

## Carriera
Ha disputato con la nazionale lituana gli Europei 1937 e quelli del 1939, vincendo la medaglia d'oro in entrambe le occasioni.
Trasferitosi negli Stati Uniti nel 1949, ha svolto la professione di medico per oltre 40 anni.